# Barry Weitzenberg
Charles Barry Weitzenberg (* 30. September 1946 in Palo Alto, Kalifornien) ist ein ehemaliger Wasserballspieler aus den Vereinigten Staaten. Er gewann 1972 die olympische Bronzemedaille. 1967 und 1971 siegte er mit dem Team der Vereinigten Staaten bei den Panamerikanischen Spielen.

## Karriere
Bei den Panamerikanischen Spielen 1967 in Winnipeg siegte die Mannschaft aus den Vereinigten Staaten im entscheidenden Spiel mit 4:3 gegen die Brasilianer und gewann den Titel. Im Jahr darauf bei den Olympischen Spielen 1968 in Mexiko-Stadt belegte das Team aus den Vereinigten Staaten in der Vorrunde den dritten Platz. In der Platzierungsrunde erreichte die Mannschaft den fünften Platz. Weitzenberg warf während des Turniers acht Tore, davon drei beim 6:4 gegen die Mannschaft der DDR.
1971 gewann Weitzenberg mit dem US-Team bei den Panamerikanischen Spielen in Cali, wobei die Mannschaft im entscheidenden Spiel die Kubaner mit 6:4 bezwang. Beim olympischen Wasserballturnier 1972 in München gewann das US-Team seine Vorrundengruppe vor den Jugoslawen. In der Finalrunde sicherte sich die Mannschaft aus der Sowjetunion die Goldmedaille vor den Ungarn, dahinter gewannen die Amerikaner die Bronzemedaille. Weitzenberg nahm an neun Spielen teil, warf aber nur beim 6:5 gegen Italien ein Tor.
Barry Weitzenberg besuchte die University of California, Berkeley, wo er 1969 im Fach Industrial Engineering graduierte. Von 1965 bis 1972 spielte er im Verein, zuerst beim Foothills Athletic Club und dann bei der De Anza Athletic Foundation in Cupertino.